# Inquisitor
Inquisitor is een geslacht van weekdieren uit de klasse van de Gastropoda (slakken).

## Soorten
- Inquisitor acervatus Cotton, 1947
- Inquisitor adenicus Sysoev, 1996
- Inquisitor aemula (Angas, 1877)
- Inquisitor aesopus (Schepman, 1913)
- Inquisitor alabaster (Reeve, 1843)
- Inquisitor angustiliratus Sysoev, 1996
- Inquisitor angustus Kuroda & Oyama, 1971
- Inquisitor arctatus Kilburn, 1988
- Inquisitor armillatus Stahlschmidt & Fraussen, 2014
- Inquisitor awamoaensis (Hutton, 1873) †
- Inquisitor carmen (G. B. Sowerby III, 1916)
- Inquisitor chocolata (E. A. Smith, 1875)
- Inquisitor dampieria (Hedley, 1922)
- Inquisitor eburatus Bozzetti, 2011
- Inquisitor elachystoma (Martens, 1901)
- Inquisitor elegans Bozzetti, 1993
- Inquisitor elkeae Stahlschmidt, 2013
- Inquisitor exiguus (Kuroda & Oyama, 1971)
- Inquisitor flemingi (Vella, 1954) †
- Inquisitor flindersianus Hedley, 1922
- Inquisitor formidabilis Hedley, 1922
- Inquisitor fraudator (Finlay & Marwick, 1937) †
- Inquisitor fusiformis Stahlschmidt, 2013
- Inquisitor glauce (Dall, 1918)
- Inquisitor hebes Marwick, 1931 †
- Inquisitor hedleyi (Verco, 1909)
- Inquisitor hormophorus Sysoev & Bouchet, 2001
- Inquisitor indistinctus Sysoev, 1996
- Inquisitor insignita (Melvill, 1923)
- Inquisitor interrupta (Lamarck, 1816)
- Inquisitor intertinctus (E. A. Smith, 1877)
- Inquisitor isabella Kilburn, 1988
- Inquisitor jeffreysii (E. A. Smith, 1875)
- Inquisitor kawamurai (Habe & Kosuge, 1966)
- Inquisitor kilburni Wells, 1994
- Inquisitor komiticus Laws, 1939 †
- Inquisitor kurodai (Habe & Kosuge, 1966)
- Inquisitor lassulus Hedley, 1922
- Inquisitor laterculata (Sowerby II, 1870)
- Inquisitor latifasciata (Sowerby II, 1870)
- Inquisitor latiriformis Kilburn, 1988
- Inquisitor minimarus Kosuge, 1993
- Inquisitor minutosternalis Kosuge, 1993
- Inquisitor mirabelflorenti Cossignani, 2016
- Inquisitor multilirata (E. A. Smith, 1877)
- Inquisitor nodicostatus Kilburn, 1988
- Inquisitor nudivaricosus Kuroda & Oyama, 1971
- Inquisitor odhneri Wells, 1994
- Inquisitor plurinodulatus Cotton, 1947
- Inquisitor plurivaricis Li B. Q., Kilburn & Li X. Z., 2010
- Inquisitor powelli (Dell, 1950) †
- Inquisitor pseudoprincipalis (Yokoyama, 1920)
- Inquisitor radula (Hinds, 1843)
- Inquisitor rubens Morassi, 1998
- Inquisitor rufovaricosus (Kuroda & Oyama, 1971)
- Inquisitor sexradiata (Odhner, 1917)
- Inquisitor spicata (Hinds, 1843)
- Inquisitor stenos Sysoev, 1996
- Inquisitor sterrha (Watson, 1881)
- Inquisitor subangusta (Schepman, 1913)
- Inquisitor taivaricosa Chang & Wu, 2000
- Inquisitor variabilis (E. A. Smith, 1877)
- Inquisitor varicosus (Reeve, 1843)
- Inquisitor vexillum (Habe & Kosuge, 1966)
- Inquisitor vividus Li B. Q., Kilburn & Li X. Z., 2010
- Inquisitor vulpionis Kuroda & Oyama, 1971
- Inquisitor waihoraensis Marwick, 1931 †
- Inquisitor zebra (Lamarck, 1822)
- Inquisitor zonata (Reeve, 1843)